# Paraphymatoceros
Paraphymatoceros är ett släkte av bladmossor. Paraphymatoceros ingår i familjen Dendrocerotaceae.
Kladogram enligt Catalogue of Life:
| Paraphymatoceros | \| \| Paraphymatoceros diadematus \| \| \| \| \| \| Paraphymatoceros minutus \| \| \| \| |
|                  | \| \| Paraphymatoceros diadematus \| \| \| \| \| \| Paraphymatoceros minutus \| \| \| \| |
|                  | Dendroceros                                                                              |
|                  |                                                                                          |
|                  | Megaceros                                                                                |
|                  |                                                                                          |
|                  | Nothoceros                                                                               |
|                  |                                                                                          |
|                  | Phaeomegaceros                                                                           |
|                  |                                                                                          |
|                  | Paraphymatoceros diadematus                                                              |
|                  |                                                                                          |
|                  | Paraphymatoceros minutus                                                                 |
|                  |                                                                                          |

|  | Paraphymatoceros diadematus |
|  |                             |
|  | Paraphymatoceros minutus    |
|  |                             |